# Alfred Brazier Howell
Pour les articles homonymes, voir Brazier et Howell.
Alfred Brazier Howell est un zoologiste américain, né le 28 juillet 1886 à Catonsville, Maryland et mort le 23 décembre 1961 à Bangor, dans le Maine.

## Biographie
Il fait ses études à Yale en 1905-1906. En 1910, il se rend à Californie où il commence à étudier les oiseaux des Channel Islands. En 1918, il fait un voyage scientifique en Arizona. En 1921, il devient le vice-président de la Société ornithologique Cooper. L’année suivante, il se rend à Washington. En 1923 et en 1924, il fait des excursions d’étude en Californie.
Howell travaille, de 1923 à 1927, comme assistant scientifiques au service de recherche biologique des États-Unis. De 1928 à 1943, il donne des cours d’anatomie au département d’anatomie à l’école de médecine de l’université Johns-Hopkins.
En 1929, il organise le Conseil pour la conservation des baleines et des autres mammifères marins. De 1938 à 1942, il est vice-président, puis de 1942 à 1944, président dans l’American Society of Mammalogists.

## Liste partielle des publications
- 1917 : Birds of the islands off the coast of southern California (The Club, Hollywood).
- 1926 : A symmetry in the skulls of mammals (Washington).
- 1926 : Anatomy of the wood rat (The Williams & Wilkins company, Baltimore).
- 1927 : Revision of the American lemming mice (genus Synaptomys) (Washington).
- 1927 : Contribution to the anatomy of the Chinese finless porpoise (Washington).
- 1929 : Contribution to the comparative anatomy of the eared and earless seals (Washington).
- 1929 : Mammals from China in the collections of the United States National museum (Washington).
- 1930 : Aquatic mammals; their adaptations to life in the water (C. C. Thomas, Springfield et Baltimore — réédité en 1970 Dover Publications, New York).
- 1932 : The brachial flexor muscles in primates (Washington).
- 1939 : Gross anatomy (D. Appleton-Century company, New York et Londres).
- 1944 : Speed in animals; their specialization for running and leaping (University of Chicago Press, Chicago — réédité en 1965 par Hafner Pub. Co., New York).

## Source
- Luther Little (1968), Alfred Brazier Howell, 1886-1961. Journal of Mammalogy, 49, N° 4 (Nov., 1968), pp. 732–742.